# Presentazione al Tempio (Mantegna)

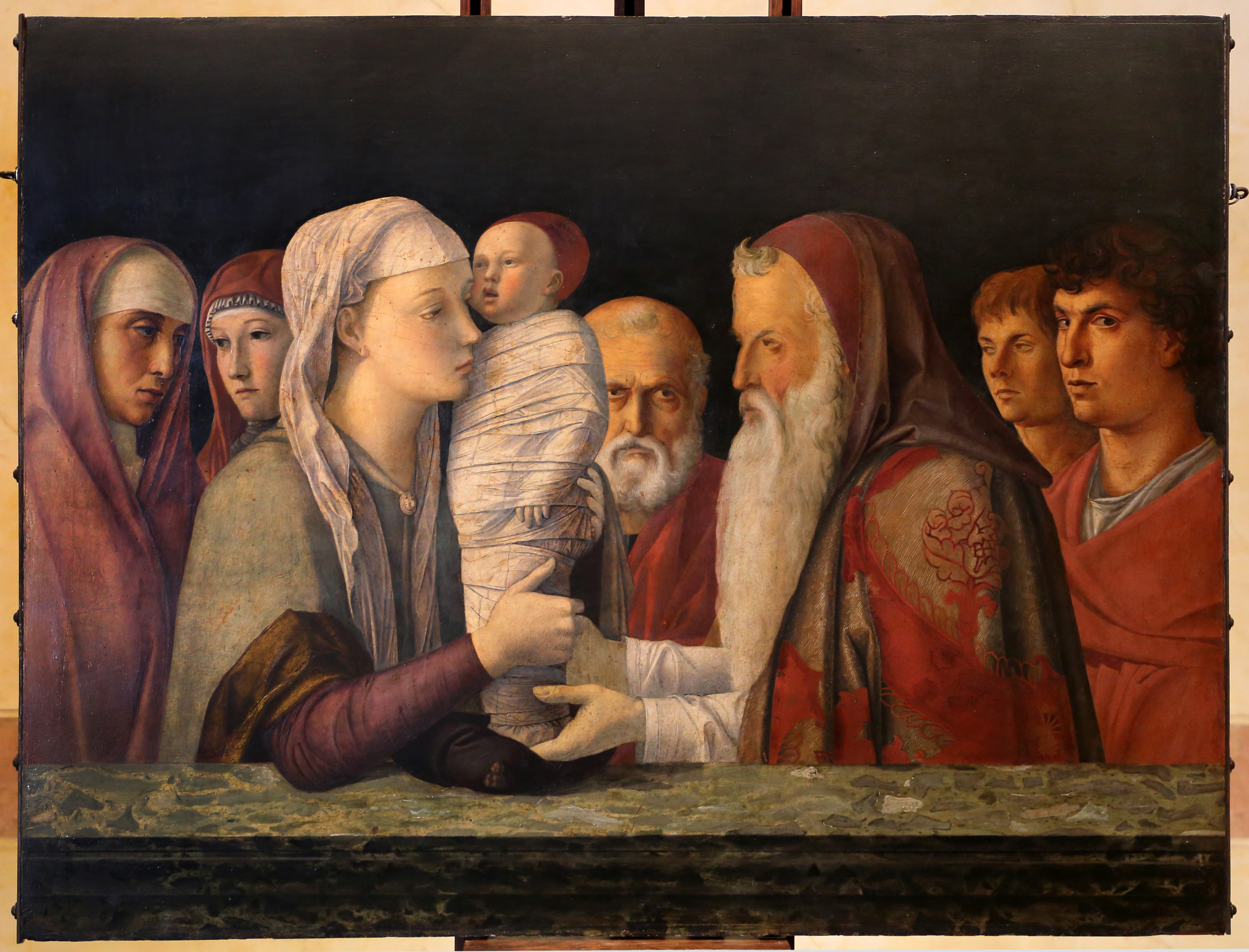
Giovanni Bellini, Presentazione al Tempio

La Presentazione al Tempio è un dipinto, tempera su tavola (68,9x86,3 cm), di Andrea Mantegna, databile al 1455 circa e conservato nella Gemäldegalerie di Berlino.

## Storia
L'opera è di datazione incerta, ma comunque collocabile nell'attività giovanile dell'artista a Padova. Le ipotesi oscillano tra il 1453, anno del matrimonio di Mantegna con Nicolosia Bellini, sorella di Giovanni, e il 1460, anno della partenza per Mantova, lo stesso cui viene fatta risalire la Presentazione al Tempio di Giovanni, esplicitamente derivata da questa. Con le due tavole dell'Orazione nell'orto, le due Presentazioni sono il principale teatro di confronto tra i due artisti.

## Descrizione e stile
La scena è ambientata entro una cornice marmorea su cui i personaggi si appoggiano, creando un filtro tra spazio reale e spazio dipinto che viene illusoriamente superato. Il cuscino su cui poggiano i piedi del Bambino sembra "uscire" dal dipinto stesso.
In primo piano, Maria tiene in braccio il figlio in fasce mentre un anziano sacerdote barbuto (il vecchio Simeone) si avvicina a loro. Al centro, leggermente in secondo piano e quasi in penombra, appare Giuseppe, ritratto frontalmente. I personaggi sacri sono dotati di aureola. Ai lati si trovano due spettatori senza aureola, che sono stati identificati come l'autoritratto di Mantegna e la moglie dell'artista, Nicolosia Bellini.
La composizione sembra la trasposizione pittorica di un bassorilievo, con una cromia ridotta che rende i personaggi simili a solide sculture di roccia. Le figure, nonostante lo spazio angusto, si sfiorano appena e appaiono monumentalmente isolate nella loro dignità superiore.